# Wojnowo (przystanek kolejowy)
Wojnowo (ros. Войново) – przystanek kolejowy w miejscowości Wojnowo-Gora, w rejonie oriechowsko-zujewskim, w obwodzie moskiewskim, w Rosji. Położony jest na nowym szlaku Kolei Transsyberyjskiej.